# Lesiopole
Lesiopole (niem. Rehfeld) – wieś w Polsce położona w województwie łódzkim, w powiecie piotrkowskim, w gminie Łęki Szlacheckie.
W latach 1975–1998 miejscowość administracyjnie należała do województwa piotrkowskiego.
W 1925 r. zmieniona została nazwa wsi Rehfeld na Lesiopole.